# 一瞬の雨
『一瞬の雨』（いっしゅんのあめ）は、2022年3月18日公開の日本の短編映画。制作は、FOR THE ONE PROJECT。

## 概要
2020年11月に東京都世田谷区幡ヶ谷で発生したホームレス女性殺害事件に着想を得て制作された。非正規雇用でしか働けない単身女性、シングルマザー、女性の単身高齢者に視点を向けている。
実際の殺人事件をベースとしているが、内容はフィクションである。監督の秀嶋賢人は、「困難な状況にいる人たちは、助けを求めたくても自分から声を上げられない。この映画を通じ、そうした人たちがいることや、その社会的背景について考えてもらいたい」と述べている。
2022年3月18日に世田谷区下北沢の下北沢トリウッドで公開された。

## スタッフ・キャスト
- 監督・脚本: 秀嶋賢人
- 撮影: 北條英樹
- 音響エディター: 佐藤啓
- 出演: 中島ひろ子・古田衣美ほか